# بوشت بري
بوشت بري ( (بالفارسية: پشت پری) هي قرية في منطقة خليلي الريفية من مقاطعة كراش، محافظة فارس، إيران. وبحسب تعداد 2016، بلغ عدد سكانها 120 نسمة، موزعين على 35 عائلة. 

## أنظر أيضا
- محافظة فارس
- مقاطعة كراش